# Combiné nordique à l'Universiade d'hiver de 2017
Pour des articles plus généraux, voir Combiné nordique aux Universiades, Universiade d'hiver de 2017 et Combiné nordique en 2017.
Navigation
Štrbské Pleso - 2015 Lake Placid - 2023
Les épreuves de combiné nordique à l'Universiade d'hiver de 2017 se déroulent à Almaty (Kazakhstan) du 29 janvier 2017 au 5 février 2017.
Trois épreuves masculines figurent au programme de cette compétition, soit les mêmes que lors de la précédente édition des Universiades à Štrbské Pleso en Slovaquie.

## Organisation

### Sites
Le tremplin se situe à l'est d'Almaty. Le tremplin actuel a été construit dans l'optique des Jeux asiatiques d'hiver de 2011. Il a coûté 37 millions d'euros. La construction du K 125 et du K 95 a débuté en 2007 et s'est achevé en 2010. Le tremplin a une capacité de 10 000 spectateurs. En 2013, trois nouveaux tremplins (K 20, K 40 et K 60) sont inaugurés. En 2015, les championnats du monde junior de ski nordique y ont eu lieu.

### Calendrier
Les entraînements officiels débutent le 29 janvier 2017. Les équipes ont la possibilité d'effectuer des entraînements non officiels dès le 25 janvier. Deux athlètes, Tobias Simon et Raiko Heide, participent le 5 février à l'épreuve par équipe de saut à ski (pl).
| Janvier - Février 2017 | Janvier - Février 2017 | 28 | 29 | 30 | 31 | 1 | 2 | 3 | 4 | 5 | 6 | 7 | 8 |
| ---------------------- | ---------------------- | -- | -- | -- | -- | - | - | - | - | - | - | - | - |
| Hommes                 | Tremplin normal        |    |    |    |    |   |   |   |   |   |   |   |   |
| Hommes                 | Mass start             |    |    |    |    |   |   |   |   |   |   |   |   |
| Hommes                 | Par équipes            |    |    |    |    |   |   |   |   |   |   |   |   |

|  | Entraînements officiels |  | Journée de réserve |  | Jour de l'épreuve |

### Format des épreuves
Trois épreuves sont au programme de la compétition.

#### Individuel au tremplin normal
Les athlètes exécutent premièrement un saut sur le tremplin normal suivi d’une course de ski de fond de 10 km qui consiste à parcourir quatre boucles de 2,5 km. À la suite du saut, des points sont attribués pour la longueur et le style. Le départ de la course de ski de fond s'effectue selon la méthode Gundersen (1 point = 4 secondes), le coureur occupant la première place du classement de saut s’élance en premier, et les autres s’élancent ensuite dans l’ordre fixé. Le premier skieur à franchir la ligne d’arrivée remporte l’épreuve.

#### Départ en ligne
Les compétiteurs disputent une course de fond en partant tous en même temps. À l'issue de cette course, le vainqueur reçoit une note de 120 points, on enlève alors aux autres 15 points par minute perdue après le temps du vainqueur de la course de fond, vient ensuite une épreuve de saut à ski qui détermine le classement final.

#### Par équipe
Habituellement constitué de quatre concurrents, le relais comprend ici trois athlètes qui effectuent individuellement un saut sur le tremplin (K 95). On additionne ensuite les résultats de chaque membre de l’équipe. L’équipe qui obtient le pointage total le plus élevé sera la première équipe à partir dans la partie du ski de fond qui consiste en un relais 3 × 5 km. Comme dans l'individuel, on détermine les temps de départ dans un ordre fixé selon le tableau de Gundersen. L’équipe dont le premier skieur franchit la ligne d’arrivée remporte l’épreuve.

## Athlètes

### Règlements
Les fédérations nationales avaient jusqu'au 29 septembre 2016 pour décider du nombre d'athlètes qu'elles allaient engager dans les épreuves du combiné nordique et jusqu'au 29 décembre 2016 pour donner les noms des athlètes participants.
Les fédérations nationales ne pouvaient sélectionner que des athlètes remplissant certaines conditions. En effet, seuls les athlètes qui sont étudiants ou diplômés l'année précédente (en 2016) peuvent participer. De plus, les concurrents doivent avoir entre 17 et 28 ans (les participants doivent être nés entre le 1er janvier 1989 et le 31 décembre 1999). Les fédérations ne peuvent sélectionner que des athlètes disposant d'un code FIS.
Les fédérations peuvent engager huit athlètes. Sur ces huit athlètes, seulement six peuvent prendre le départ des deux courses individuelles. Les fédérations ne peuvent engager qu'une équipe de trois athlètes pour la course par équipe.

### Participants et favoris
28 athlètes de huit nations sont engagés, :
| - Allemagne (3) - Estonie (1) - Japon (4) - Kazakhstan (5) |  | - Pologne (3) - Russie (8) - Tchéquie (1) - Ukraine (3) |

Les Allemands et les Polonais font figure de favoris,. Adam Cieslar qui a déjà remporté quatre titres aux universiades vise à nouveau une médaille,. Les Allemands comptent sur Tobias Simon et David Welde, déjà médaillé en 2015, pour gagner une ou des médailles.

## Récit des épreuves

### Podiums
| Épreuves                                        | Or                                                        | Or | Argent                                                                | Argent | Bronze                                            | Bronze |
| ----------------------------------------------- | --------------------------------------------------------- | -- | --------------------------------------------------------------------- | ------ | ------------------------------------------------- | ------ |
| Tremplin normal - Gundersen résultats détaillés | Viacheslav Barkov                                         |    | Adam Cieslar                                                          |        | Pawel Slowiok                                     |        |
| Mass start résultats détaillés                  | Adam Cieslar                                              |    | Tobias Simon                                                          |        | Go Sonehara                                       |        |
| Par équipe - Gundersen résultats détaillés      | Pologne- Wojciech Marusarz - Adam Cieslar - Pawel Slowiok |    | Russie- Timofey Borisov (no) - Samir Mastiev (no) - Viacheslav Barkov |        | Japon- Shota Horigome - Go Yamamoto - Go Sonehara |        |

## Résultats détaillés

### Tremplin normal / Gundersen
Le tableau ci-dessous montre les résultats de la compétition avec le nom des participants, leur pays, leur classement, les temps dans l'épreuve de fond, la longueur de leur saut et les points qu'ils ont remporté dans les deux épreuves,.
| Position | Athlète               | Nation     | Distance (m) | Points | Retard au départ | Temps du ski de fond | Écart          |
| -------- | --------------------- | ---------- | ------------ | ------ | ---------------- | -------------------- | -------------- |
| 1.       | Viacheslav Barkov     | Russie     | 95           | 114,2  | +0 min 58 s      | 23 min 28 s 5        | 24 min 26 s 5  |
| 2.       | Adam Cieslar          | Pologne    |              | 114,5  | +0 min 56 s      | 23 min 31 s 5        | +1 s 0         |
| 3.       | Pawel Slowiok         | Pologne    |              | 108,8  | +1 min 19 s      | 23 min 15 s 3        | +7 s 8         |
| 4.       | David Welde           | Allemagne  |              | 108,3  | +1 min 21 s      | 23 min 24 s 3        | +18 s 8        |
| 5.       | Go Yamamoto           | Japon      |              | 128,6  | 0 min 0 s        | 25 min 10 s 4        | +43 s 9        |
| 6.       | Tobias Simon          | Allemagne  |              | 123,1  | +0 min 22 s      | 24 min 49 s 1        | +44 s 6        |
| 7.       | Viktor Pasichnyk      | Ukraine    |              | 101,2  | +1 min 50 s      | 23 min 22 s 1        | +45 s 6        |
| 8.       | Samir Mastiev (no)    | Russie     |              | 100,5  | +1 min 52 s      | 23 min 33 s 6        | +59 s 1        |
| 9.       | Go Sonehara           | Japon      |              | 109,5  | +1 min 16 s      | 24 min 14 s 6        | +1 min 4 s 1   |
| 10.      | Martin Zeman          | Tchéquie   |              | 106,4  | +1 min 29 s      | 24 min 32 s 4        | +1 min 34 s 9  |
| 11.      | Wojciech Marusarz     | Pologne    |              | 100,6  | +1 min 52 s      | 24 min 33 s 7        | +1 min 59 s 2  |
| 12.      | Shota Horigome        | Japon      |              | 98,5   | +2 min 0 s       | 24 min 47 s 4        | +2 min 20 s 9  |
| 13.      | Kazuma Yamamoto       | Japon      |              | 111,5  | +1 min 8 s       | 26 min 7 s 0         | +2 min 48 s 5  |
| 14.      | Ruslan Balanda (en)   | Ukraine    |              | 80,8   | +3 min 11 s      | 24 min 4 s 3         | +2 min 48 s 8  |
| 15.      | Maksim Kipin          | Russie     |              | 76,5   | +3 min 28 s      | 24 min 6 s 6         | +3 min 8 s 1   |
| 16.      | Nikita Oks            | Russie     |              | 100,8  | +1 min 51 s      | 26 min 6 s 6         | +3 min 26 s 7  |
| 17.      | Alexandr Ovsyannikov  | Russie     |              | 98,4   | +2 min 1 s       | 25 min 56 s 2        | +3 min 30 s 7  |
| 18.      | Chingiz Rakparov (no) | Kazakhstan |              | 97,3   | +2 min 5 s       | 26 min 49 s 0        | +4 min 27 s 5  |
| 19.      | Andrey Kolganov       | Russie     |              | 80,6   | +3 min 12 s      | 26 min 55 s 8        | +5 min 41 s 3  |
| 20.      | Rassul Gairbekov      | Kazakhstan |              | 70,2   | +3 min 54 s      | 29 min 13 s 4        | +8 min 40 s 9  |
| 21.      | Eldar Orussayev       | Kazakhstan |              | 33,7   | +6 min 20 s      | 26 min 49 s 2        | +8 min 42 s 7  |
| 22.      | Valerii Morozov       | Ukraine    |              | 38,6   | +6 min 0 s       | 27 min 22 s 4        | +8 min 55 s 9  |
| 23.      | Raiko Heide           | Estonie    |              | 83,2   | +3 min 2 s       | 30 min 31 s 5        | +9 min 7 s 0   |
| 24.      | Aly Aybek             | Kazakhstan |              | 64,6   | +4 min 16 s      | 30 min 11 s 2        | +10 min 0 s 7  |
| 25.      | Vyacheslav Bochkarev  | Kazakhstan |              | 73,5   | +3 min 40 s      | 31 min 13 s 2        | +10 min 26 s 7 |
| -        | Tom Krause            | Allemagne  |              | 89,8   | +2 min 35 s      | Abandon              | Abandon        |

### Mass start
Le tableau ci-dessous montre les résultats de la compétition avec le nom des participants, leur pays, leur classement, les temps dans l'épreuve de fond, la longueur de leurs sauts et les points qu'ils ont remporté dans les deux épreuves,.
| Position | Athlète              | Nation     | Temps       | Points ski de fond | Sauts (en m) | Points saut à ski | Total |
| -------- | -------------------- | ---------- | ----------- | ------------------ | ------------ | ----------------- | ----- |
| 1.       | Adam Cieslar         | Pologne    |             |                    |              |                   |       |
| 2.       | Tobias Simon         | Allemagne  |             |                    |              |                   |       |
| 3.       | Go Sonehara          | Japon      |             |                    |              |                   |       |
| 4.       | Pawel Slowiok        | Pologne    |             |                    |              |                   |       |
| 5.       | Go Yamamoto          | Japon      |             |                    |              |                   |       |
| 6.       | David Welde          | Allemagne  |             |                    |              |                   |       |
| 7.       | Viktor Pasichnyk     | Ukraine    |             |                    |              |                   |       |
| 8.       | Timofey Borisov      | Russie     |             |                    |              |                   |       |
| 9.       | Wojciech Marusarz    | Pologne    |             |                    |              |                   |       |
| 10.      | Kazuma Yamamoto      | Japon      |             |                    |              |                   |       |
| 11.      | Shota Horigome       | Japon      |             |                    |              |                   |       |
| 12.      | Martin Zeman         | Tchéquie   |             |                    |              |                   |       |
| 13.      | Chingiz Rakparov     | Kazakhstan |             |                    |              |                   |       |
| 14.      | Maksim Kipin         | Russie     |             |                    |              |                   |       |
| 15.      | Nikita Oks           | Russie     |             |                    |              |                   |       |
| 16.      | Ruslan Balanda (en)  | Ukraine    |             |                    |              |                   |       |
| 17.      | Alexandr Ovsyannikov | Russie     |             |                    |              |                   |       |
| 18.      | Dmitry Gelvig        | Russie     |             |                    |              |                   |       |
| 19.      | Raiko Heide          | Estonie    |             |                    |              |                   |       |
| 20.      | Aly Aybek            | Kazakhstan |             |                    |              |                   |       |
| 21.      | Rassul Gairbekov     | Kazakhstan |             |                    |              |                   |       |
| 22.      | Eldar Orussayev      | Kazakhstan |             |                    |              |                   |       |
| 23.      | Valerii Morozov      | Ukraine    |             |                    |              |                   |       |
| 24.      | Vyacheslav Bochkarev | Kazakhstan |             |                    |              |                   |       |
| -        | Samir Mastiev        | Russie     | Abandon     |                    |              |                   |       |
| -        | Tom Krause           | Allemagne  | Non partant |                    |              |                   |       |

### Par équipes
Le tableau ci-dessous montre les résultats de la compétition avec le nom des participants, leur pays, leur classement, la longueur de leurs sauts et les points qu'ils ont remporté dans les deux épreuves.
| Rang | Dossard | Pays | Longueur (m) | Points | Différence de temps | Temps | Rang du ski de fond | Classement final |
| ---- | ------- | ---- | ------------ | ------ | ------------------- | ----- | ------------------- | ---------------- |
| 1    |         |      |              |        |                     |       |                     |                  |
| 2    |         |      |              |        |                     |       |                     |                  |
| 3    |         |      |              |        |                     |       |                     |                  |
| 4    |         |      |              |        |                     |       |                     |                  |
| 5    |         |      |              |        |                     |       |                     |                  |
| 6    |         |      |              |        |                     |       |                     |                  |

## Tableau des médailles
| Rang  | Nation    | Or | Argent | Bronze | Total |
| ----- | --------- | -- | ------ | ------ | ----- |
| 1     | Pologne   | 2  | 1      | 1      | 4     |
| 2     | Russie    | 1  | 1      | 0      | 2     |
| 3     | Allemagne | 0  | 1      | 0      | 1     |
| 4     | Japon     | 0  | 0      | 2      | 2     |
| Total | Total     | 3  | 3      | 3      | 9     |